# 小行星5742
小行星5742（英語：5742）是一颗围绕太阳公转的小行星。1990年10月9日，罗伯特·H·麦克诺特在赛丁泉山发现了此天体。
这颗小行星的绝对星等为114.72186等。